# アーサー・C・ミラー
アーサー・チャールズ・ミラー（Arthur Charles Miller, A.S.C. 1895年7月8日 - 1970年7月13日）は、アメリカ合衆国の撮影監督である。

## 生涯
ニューヨーク州ロズリンで生まれる。
1909年よりニューヨーク・モーション・ピクチャー・コーポレーションでアシスタント・カメラマンとして働き始める。19歳の時にパテに入り、1914年の連続活劇『The Perils of Pauline』で撮影監督を務めた。1910年代末から1920年代にはパラマウント映画、1932年からはフォックス・フィルム・コーポレーションで働いた。
アカデミー撮影賞には7回ノミネートされ、『わが谷は緑なりき』、『聖処女』、『アンナとシャム王』で受賞を果たしている。
1951年に引退し、その後は全米撮影監督協会の会長を務めた。
1970年にカリフォルニア州ハリウッドで亡くなる。ハリウッド・メモリアル・パーク・セメタリーに埋葬された。

## 主なフィルモグラフィ
- The Perils of Pauline (1914)
- The Hunting of the Hawk (1917)
- 泥人形 Idols of Clay (1920)
- 経験 Experience (1921)
- 恋の人形 Cytherea (1923)
- 小聯隊長 The Little Colonel (1935)
- ハイジ Heidi (1937)
- 農園の寵児 Rebecca of Sunnybrook Farm (1938)
- 天晴れテンプル Little Miss Broadway (1938)
- テンプルちゃんの小公女 The Little Princess (1939)
- 若き日のリンカン Young Mr. Lincoln  (1939)
- 雨ぞ降る The Rains Came (1939)
- 快傑ゾロ The Mark of Zorro (1940)
- The Blue Bird (1940)
- 嘆きの白薔薇 The Men in Her Life (1941)
- タバコ・ロード Tobacco Road (1941)
- わが谷は緑なりき How Green Was My Valley (1942)
- 純愛の誓い This Above All (1943)
- 聖処女 The Song of Bernadette (1944)
- 牛泥棒 The Ox-Bow Incident  (1943)
- 王国の鍵 The Keys of the Kingdom (1944)
- 呪われた城 Dragonwyck (1946)
- アンナとシャム王 Anna and the King of Siam  (1946)
- 剃刀の刃 The Razor's Edge (1946)
- 紳士協定 Gentleman's Agreement (1947)
- 三人の妻への手紙 A Letter to Three Wives (1949)
- 拳銃王 The Gunfighter  (1950)
- 不審者 The Prowler  (1951)

## 受賞とノミネート
| 賞           | 年     | 部門             | 作品名           | 結果       | 備考                 |
| ------------ | ------ | ---------------- | ---------------- | ---------- | -------------------- |
| アカデミー賞 | 1939年 | 撮影賞（白黒）   | 雨ぞ降る         | ノミネート |                      |
| アカデミー賞 | 1940年 | 撮影賞（カラー） | The Blue Bird    | ノミネート | レイ・レナハンと共同 |
| アカデミー賞 | 1941年 | 撮影賞（白黒）   | わが谷は緑なりき | 受賞       |                      |
| アカデミー賞 | 1942年 | 撮影賞（白黒）   | 純愛の誓い       | ノミネート |                      |
| アカデミー賞 | 1943年 | 撮影賞（白黒）   | 聖処女           | 受賞       |                      |
| アカデミー賞 | 1945年 | 撮影賞（白黒）   | 王国の鍵         | ノミネート |                      |
| アカデミー賞 | 1946年 | 撮影賞（白黒）   | アンナとシャム王 | 受賞       |                      |